# Justine Fedronic
Justine Fedronic (* 11. Mai 1991 in Heidelberg, Deutschland) ist eine ehemalige französische Leichtathletin, die im Mittelstreckenlauf antritt und sich auf die 800 Meter spezialisiert hat.

## Sportliche Laufbahn
Erste Erfahrungen bei internationalen Meisterschaften sammelte Justine Fedronic, die an der Stanford University in den Vereinigten Staaten studierte, im Jahr 2013, als sie bei den U23-Europameisterschaften in Tampere in 2:04,49 min den fünften Platz über 800 Meter belegte und mit der französischen 4-mal-400-Meter-Staffel in 3:30,64 min die Bronzemedaille hinter den Teams aus Polen und Rumänien gewann. Im Jahr darauf belegte sie bei den IAAF World Relays 2014 in Nassau in 8:17,54 min den fünften Platz in der 4-mal-800-Meter-Staffel und im August schied sie bei den Europameisterschaften in Zürich mit 2:04,39 min im Halbfinale über 800 Meter aus. 2016 nahm sie an den Olympischen Sommerspielen in Rio de Janeiro teil und schied dort mit 2:02,73 min in der ersten Runde aus. 2019 bestritt sie ihre letzte Wettkampfsaison und beendete daraufhin ihre aktive sportliche Karriere im Alter von 28 Jahren.

## Persönliche Bestleistungen
- 800 Meter: 1:59,86 min, 4. Juni 2016 in Atlanta
  - 800 Meter (Halle): 2:01,36 min, 11. Februar 2017 in New York City
- 1500 Meter: 4:14,69 min, 28. April 2013 in Palo Alto